# Международный аэропорт Маршалловых Островов
Международный аэропорт Маршалловых островов, также известный как Амата Кабуа Международный Аэропорт (англ. Marshall Islands International Airport), — международный аэропорт, который расположен на западе города Райрок в южной части аттола Маджуро, столицы республики Маршалловы Острова. Аэропорт построен во время Второй мировой войны в 1943 году. Он заменил аэродром Маджуро, имевший коралловое покрытие взлётно-посадочной полосы и построенный силами японскими оккупационных властей в 1942 году на востоке атолла.
Терминал аэропорта представляет собой серию одноэтажных конструкций (небольших ангаров). До 1970-х годов в аэропорту не существовало никаких физических сооружений. Нынешний терминал и современная взлетно-посадочная полоса были построены в 1971 году.
Аэропорт может обслуживать все винтовые самолёты, а также реактивные самолёты среднего размера, такие как Airbus A320, Boeing 737, Boeing 757 и Boeing 767.

## Наземный транспорт
Такси и маршрутные автобусы обеспечивают наземный транспорт от и до аэропорта в другие районы острова. Основная и единственная дорога на острове Маджуро обеспечивает доступ к аэропорту.